# Copa Mundial Junior de Hockey Masculino de 2016
La XI Copa Mundial Junior de Hockey Masculino se realizó del 8 al 18 de diciembre de 2016, en Lucknow, India. Participaron selecciones nacionales masculinas con jugadores de hasta 21 años.
India se convirtió en el primer país local en coronarse campeón mundial al derrotar 2-1 a Bélgica en la final. Alemania, campeón en las dos ediciones anteriores, completó el podio tras vencer por 3-0 a Australia.

## Formato
Los 16 equipos clasificados fueron divididos en cuatro grupos de cuatro equipos cada uno. Se jugó con el sistema de todos contra todos.
Pasaron a la fase final los dos mejores de cada grupo. En esta fase se jugaron cuartos de final, semifinales y final mediante el sistema de eliminación directa. Los ubicados en la tercera posición, disputaron el noveno puesto, mientras los ubicados en la cuarta posición, disputaron la decimotercera posición.

## Clasificados
| Competición                                 | Fecha              | Sede         | Plazas | Clasificados                                            |
| ------------------------------------------- | ------------------ | ------------ | ------ | ------------------------------------------------------- |
| País anfitrión                              |                    | Lucknow      | 1      | India                                                   |
| EuroHockey de Naciones Juvenil 2014         | 20-26 de julio     | Waterloo     | 6      | Países Bajos Alemania Inglaterra Bélgica España Austria |
| Copa Asia Juvenil de Hockey 2015            | 14–22 de noviembre | Kuantan      | 3      | Pakistán Corea del Sur Japón                            |
| Copa de Oceanía de Hockey Juvenil           | 21-24 de enero     | Costa Dorada | 2      | Australia Nueva Zelanda                                 |
| Copa África de Hockey Juvenil de 2016       | 18-28 de marzo     | Windhoek     | 2      | Egipto Sudáfrica                                        |
| Copa Panamericana de Hockey Juvenil de 2016 | 20-28 de mayo      | Toronto      | 2      | Argentina Canadá                                        |
| TOTAL                                       |                    |              | 16     |                                                         |
| 1. 2.                                       |                    |              |        |                                                         |

## Árbitros
Los árbitros seleccionados para el torneo fueron los siguientes:
| - ADIMAH Aziz - BARSTOW Dan - BOND Tim - ELAMARI Sherif - GALLIGANI Pietro - GARCÍA Federico - GÖNTGEN Ben | - JOSHI Deepak - LABATE Gabriel - MICHIELSEN Sebastien - NEWMAN Zeke - RAPAPORT Sean - SWEETMAN David - YOU Suolong |

## Fase de grupos
Todos los horarios corresponden a la hora oficial de la India (IST) (UTC+5:30).

### Grupo A
| Equipo        | PJ | PG | PE | PP | GF | GC | DG  | Pts |
| ------------- | -- | -- | -- | -- | -- | -- | --- | --- |
| Australia     | 3  | 3  | 0  | 0  | 11 | 3  | 8   | 9   |
| Argentina     | 3  | 1  | 1  | 1  | 7  | 4  | 3   | 4   |
| Austria       | 3  | 1  | 1  | 1  | 8  | 7  | 1   | 4   |
| Corea del Sur | 3  | 0  | 0  | 3  | 3  | 15 | -12 | 0   |

|  | Avanzan a cuartos de final. |  | Jugará por el 9º puesto. |  | Jugará por el 13º puesto. |

- Reglas de clasificación: 1) puntos; 2) diferencia de goles; 3) goles a favor; 4) resultado entre equipos empatados.[6]

#### Resultados
| 9 de diciembre, 10:00 | Argentina        | 1 : 1   | Austria           | Major Dhyan Chand Stadium, Lucknow       |                                          |
|                       | Tomás Domene 47' | Reporte | 63' Oliver Binder | Árbitro(s): Aziz Adimah Pietro Galligani | Árbitro(s): Aziz Adimah Pietro Galligani |

| 10 de diciembre, 12:00 | Corea del Sur        | 2 : 5   | Austria                                                                              | Major Dhyan Chand Stadium, Lucknow              |                                                 |
|                        | Park Joohan 35', 56' | Reporte | 8' Marcel Hilbert · 21', 62' Pit Rudofsky · 39' Oliver Binder · 60' Franz Lindengrun | Árbitro(s): Sherif Elamari Sébastien Michielsen | Árbitro(s): Sherif Elamari Sébastien Michielsen |

| 10 de diciembre, 16:00 | Argentina         | 1 : 2   | Australia                           | Major Dhyan Chand Stadium, Lucknow     |                                        |
|                        | Maico Casella 42' | Reporte | 31' Matthew Bird · 69' Blake Govers | Árbitro(s): Dan Barstow David Sweetman | Árbitro(s): Dan Barstow David Sweetman |

| 12 de diciembre, 10:00 | Australia                                                                  | 4 : 2   | Austria                                    | Major Dhyan Chand Stadium, Lucknow     |                                        |
|                        | Joshua Simmonds 4' · Lachlan Sharp 24' · Blake Govers 45' · Jack Welch 46' | Reporte | 8' Phillip Schippan · 67' Franz Lindengrun | Árbitro(s): Sean Rapaport Deepak Joshi | Árbitro(s): Sean Rapaport Deepak Joshi |

| 12 de diciembre, 12:00 | Corea del Sur   | 1 : 5   | Argentina                                                                          | Major Dhyan Chand Stadium, Lucknow           |                                              |
|                        | Park Joohan 41' | Reporte | 2' Martín Ferreiro · 12' Tomás Domene · 14' Thomas Habif · 29', 50' Nicolás Keenan | Árbitro(s): Sébastien Michielsen You Suolong | Árbitro(s): Sébastien Michielsen You Suolong |

| 13 de diciembre, 12:00 | Australia                                                                          | 5 : 0   | Corea del Sur | Major Dhyan Chand Stadium, Lucknow          |                                             |
|                        | Frazer Gerrard 25' · Blake Govers 33', 34' · Max Hendry 61' · Kiran Arunasalam 68' | Reporte |               | Árbitro(s): David Sweetman Pietro Galligani | Árbitro(s): David Sweetman Pietro Galligani |

### Grupo B
| Equipo       | PJ | PG | PE | PP | GF | GC | DG  | Pts |
| ------------ | -- | -- | -- | -- | -- | -- | --- | --- |
| Bélgica      | 3  | 3  | 0  | 0  | 10 | 2  | 8   | 9   |
| Países Bajos | 3  | 2  | 0  | 1  | 16 | 5  | 11  | 6   |
| Malasia      | 3  | 1  | 0  | 2  | 4  | 10 | -6  | 3   |
| Egipto       | 3  | 0  | 0  | 3  | 0  | 13 | -13 | 0   |

|  | Avanzan a cuartos de final. |  | Jugará por el 9º puesto. |  | Jugará por el 13º puesto. |

- Reglas de clasificación: 1) puntos; 2) diferencia de goles; 3) goles a favor; 4) resultado entre equipos empatados.[6]

#### Resultados
| 9 de diciembre, 12:00 | Bélgica                                                                                | 4 : 0   | Egipto | Major Dhyan Chand Stadium, Lucknow  |                                     |
|                       | Philippe Simar 18' · Henri Raes 27' · Alexandre van Linthoudt 46' · Alexis Lemaire 60' | Reporte |        | Árbitro(s): Tim Bond Gabriel Labate | Árbitro(s): Tim Bond Gabriel Labate |

| 9 de diciembre, 18:00 | Países Bajos | 7 : 2   | Malasia                                | Major Dhyan Chand Stadium, Lucknow    |                                       |
|                       | Thijs van Dam 19' · Thierry Brinkman 29' · Bram van Groesen 33', 63' · Terrance Pieters 40' · Daniel Aarts 44' · Jorrit Croon 49' | Reporte | 59' Muhammad Zaidi · 65' Amirol Arshad | Árbitro(s): Ben Göntgen Sean Rapaport | Árbitro(s): Ben Göntgen Sean Rapaport |

| 11 de diciembre, 14:00 | Bélgica                                                        | 3 : 2   | Países Bajos                                | Major Dhyan Chand Stadium, Lucknow     |                                        |
|                        | Thomas Verheijen 48' · Quentin Van Lierde 56' · Henri Raes 69' | Reporte | 38' Terrance Pieters · 64' Bram van Groesen | Árbitro(s): Ben Göntgen Gabriel Labate | Árbitro(s): Ben Göntgen Gabriel Labate |

| 11 de diciembre, 16:00 | Malasia                                     | 2 : 0   | Egipto | Major Dhyan Chand Stadium, Lucknow        |                                           |
|                        | Mohamad Zulhamizan 13' · Khaliq Hamirin 61' | Reporte |        | Árbitro(s): Deepak Joshi Pietro Galligani | Árbitro(s): Deepak Joshi Pietro Galligani |

| 12 de diciembre, 14:00 | Países Bajos | 7 : 0   | Egipto | Major Dhyan Chand Stadium, Lucknow |                                  |
|                        | Thijs van Dam 7' · Jip Janssen 9', 54' · Bram van Groesen 25' · Thierry Brinkman 37' · Sebastian van der Graaf 45' · Noud Schoenaker 58' | Reporte |        | Árbitro(s): Dan Barstow Tim Bond   | Árbitro(s): Dan Barstow Tim Bond |

| 12 de diciembre, 16:00 | Malasia | 0 : 3   | Bélgica                                                                 | Major Dhyan Chand Stadium, Lucknow      |                                         |
|                        |         | Reporte | 10' Gregory Stockbroekx · 33' Quentin Van Lierde · 55' Thomas Verheijen | Árbitro(s): Zeke Newman Federico García | Árbitro(s): Zeke Newman Federico García |

### Grupo C
| Equipo        | PJ | PG | PE | PP | GF | GC | DG | Pts |
| ------------- | -- | -- | -- | -- | -- | -- | -- | --- |
| Alemania      | 3  | 3  | 0  | 0  | 10 | 3  | 7  | 9   |
| España        | 3  | 1  | 1  | 1  | 8  | 6  | 2  | 4   |
| Nueva Zelanda | 3  | 1  | 1  | 1  | 5  | 5  | 0  | 4   |
| Japón         | 3  | 0  | 0  | 3  | 2  | 11 | -9 | 0   |

|  | Avanzan a cuartos de final. |  | Jugará por el 9º puesto. |  | Jugará por el 13º puesto. |

- Reglas de clasificación: 1) puntos; 2) diferencia de goles; 3) goles a favor; 4) resultado entre equipos empatados.[6]

#### Resultados
| 8 de diciembre, 11:30 | Nueva Zelanda    | 1 : 0   | Japón | Major Dhyan Chand Stadium, Lucknow     |                                        |
|                       | Oliver Logan 55' | Reporte |       | Árbitro(s): David Sweetman You Suolong | Árbitro(s): David Sweetman You Suolong |

| 8 de diciembre, 13:30 | Alemania                               | 2 : 1   | España                     | Major Dhyan Chand Stadium, Lucknow       |                                          |
|                       | Anton Boeckel 25' · Timm Herzbruch 63' | Reporte | 48' Manuel Bordas Fábregas | Árbitro(s): Gabriel Labate Sean Rapaport | Árbitro(s): Gabriel Labate Sean Rapaport |

| 9 de diciembre, 14:00 | España                                                                  | 4 : 1   | Japón                | Major Dhyan Chand Stadium, Lucknow       |                                          |
|                       | Marc Serrahima 8' · Lucas García Alcalde 24', 37' · Pablo de Abadal 25' | Reporte | 48' Atsushi Sugiyama | Árbitro(s): Deepak Joshi Federico García | Árbitro(s): Deepak Joshi Federico García |

| 9 de diciembre, 16:00 | Nueva Zelanda | 1 : 2   | Alemania                               | Major Dhyan Chand Stadium, Lucknow           |                                              |
|                       | Sam Lane 4'   | Reporte | 24' Timm Herzbruch · 51' Anton Boeckel | Árbitro(s): Dan Barstow Sébastien Michielsen | Árbitro(s): Dan Barstow Sébastien Michielsen |

| 11 de diciembre, 12:00 | Alemania | 6 : 1   | Japón         | Major Dhyan Chand Stadium, Lucknow     |                                        |
|                        | Constantin Staib 3' · Anton Boeckel 25', 39' · Thies Ole Prinz 54' · Timm Herzbruch 58' · Lukas Windfeder 63' | Reporte | 67' Ryo Ozawa | Árbitro(s): Aziz Adimah David Sweetman | Árbitro(s): Aziz Adimah David Sweetman |

| 11 de diciembre, 18:00 | España                                                                          | 3 : 3   | Nueva Zelanda                                      | Major Dhyan Chand Stadium, Lucknow        |                                           |
|                        | Llorenç Piera Grau 21' · Enrique González de Castejón 62' · Jan Lara Rosell 69' | Reporte | 44' Sam Hiha · 59' Jonty Keaney · 66' Dylan Thomas | Árbitro(s): Federico García Sean Rapaport | Árbitro(s): Federico García Sean Rapaport |

### Grupo D
| Equipo     | PJ | PG | PE | PP | GF | GC | DG  | Pts |
| ---------- | -- | -- | -- | -- | -- | -- | --- | --- |
| India      | 3  | 3  | 0  | 0  | 11 | 4  | 7   | 9   |
| Inglaterra | 3  | 2  | 0  | 1  | 13 | 7  | 6   | 6   |
| Sudáfrica  | 3  | 1  | 0  | 2  | 6  | 7  | -1  | 3   |
| Canadá     | 3  | 0  | 0  | 3  | 1  | 13 | -12 | 0   |

|  | Avanzan a cuartos de final. |  | Jugará por el 9º puesto. |  | Jugará por el 13º puesto. |

- Reglas de clasificación: 1) puntos; 2) diferencia de goles; 3) goles a favor; 4) resultado entre equipos empatados.[6]

#### Resultados
| 8 de diciembre, 15:30 | Inglaterra                                                      | 4 : 2   | Sudáfrica                             | Major Dhyan Chand Stadium, Lucknow     |                                        |
|                       | Edward Horler 5', 9' · Peter Scott 11' · Jonathan Griffiths 62' | Reporte | 13' Matthew de Sousa · 56' Ryan Crowe | Árbitro(s): Zeke Newman Sherif Elamari | Árbitro(s): Zeke Newman Sherif Elamari |

| 8 de diciembre, 18:45 | India                                                                         | 4 : 0   | Canadá | Major Dhyan Chand Stadium, Lucknow           |                                              |
|                       | Mandeep Singh 35' · Harmanpreet Singh 46' · Varun Kumar 60' · Ajit Pandey 66' | Reporte |        | Árbitro(s): Pietro Galligani Federico García | Árbitro(s): Pietro Galligani Federico García |

| 10 de diciembre, 14:00 | Sudáfrica                                                | 3 : 1   | Canadá              | Major Dhyan Chand Stadium, Lucknow |                                  |
|                        | Kyle Lion-Cachet 26' · Ryan Crowe 41' · Walter Pfaff 55' | Reporte | 21' Brandon Pereira | Árbitro(s): Tim Bond Zeke Newman   | Árbitro(s): Tim Bond Zeke Newman |

| 10 de diciembre, 18:00 | India | 5 : 3   | Inglaterra                                          | Major Dhyan Chand Stadium, Lucknow  |                                     |
|                        | Parvinder Singh 24' · Armaan Qureshi 35' · Harmanpreet Singh 37' · Simranjeet Singh 45' · Varun Kumar 59' | Reporte | 10' Jack Clee · 63' Will Calnan · 67' Edward Horler | Árbitro(s): Ben Göntgen You Suolong | Árbitro(s): Ben Göntgen You Suolong |

| 12 de diciembre, 18:00 | Sudáfrica            | 1 : 2   | India                                 | Major Dhyan Chand Stadium, Lucknow        |                                           |
|                        | Kyle Lion-Cachet 28' | Reporte | 11' Harjeet Singh · 55' Mandeep Singh | Árbitro(s): Sherif Elamari Gabriel Labate | Árbitro(s): Sherif Elamari Gabriel Labate |

| 13 de diciembre, 10:00 | Inglaterra                                                                   | 6 : 0   | Canadá | Major Dhyan Chand Stadium, Lucknow  |                                     |
|                        | Will Calnan 10', 23' · Edward Horler 15', 20', 46' · Christopher Proctor 54' | Reporte |        | Árbitro(s): Aziz Adimah Ben Göntgen | Árbitro(s): Aziz Adimah Ben Göntgen |

## Ronda de consuelo

### Del 13.º al 16.º
Disputado entre los equipos que se ubicaron en la cuarta posición de los grupos.
|  | Cruces        | Cruces        | Cruces        |               |       | 13.er puesto | 13.er puesto | 13.er puesto |  |
|  |               |               |               |               |       |              |              |              |  |
|  |               |               |               |               |       |              |              |              |  |
|  | Egipto        | Egipto        | 0             |               |       |              |              |              |  |
|  | Egipto        | Egipto        | 0             |               |       |              |              |              |  |
|  | Japón         | Japón         | 1             |               |       |              |              |              |  |
|  | Japón         | Japón         | 1             |               | Japón | Japón        | 2            |              |  |
|  |               |               |               |               | Japón | Japón        | 2            |              |  |
|  |               |               | Corea del Sur | Corea del Sur | 1     |              |              |              |  |
|  | Corea del Sur | Corea del Sur | Corea del Sur | Corea del Sur | 1     | 2            |              |              |  |
|  | Corea del Sur | Corea del Sur |               |               |       | 2            |              |              |  |
|  | Canadá        | Canadá        | 1             |               |       | 15.º puesto  | 15.º puesto  | 15.º puesto  |  |
|  | Canadá        | Canadá        | 1             |               |       | 15.º puesto  | 15.º puesto  | 15.º puesto  |  |
|  |               |               |               |               |       |              |              |              |  |
|  |               |               |               |               |       | Egipto       | Egipto       | 2            |  |
|  |               |               |               |               |       | Egipto       | Egipto       | 2            |  |
|  |               |               |               |               |       | Canadá       | Canadá       | 1            |  |
|  |               |               |               |               |       | Canadá       | Canadá       | 1            |  |
|  |               |               |               |               |       |              |              |              |  |

#### Cruces del 13.º al 16.º
| 14 de diciembre, 11:15 | Egipto | 0 : 1   | Japón             | Major Dhyan Chand Stadium, Lucknow  |                                     |
|                        |        | Reporte | 41' Koji Yamasaki | Árbitro(s): Zeke Newman Aziz Adimah | Árbitro(s): Zeke Newman Aziz Adimah |

| 14 de diciembre, 18:00 | Corea del Sur                   | 2 : 1   | Canadá              | Major Dhyan Chand Stadium, Lucknow      |                                         |
|                        | Park Joohan 21' · Oh Seyong 26' | Reporte | 28' Brandon Pereira | Árbitro(s): Sherif Elamari Deepak Joshi | Árbitro(s): Sherif Elamari Deepak Joshi |

#### Partido por el decimoquinto puesto
| 16 de diciembre, 11:15 | Egipto                                       | 2 : 1   | Canadá           | Major Dhyan Chand Stadium, Lucknow      |                                         |
|                        | Mohamed Gadelkarim 58' · Ahmed Elganaini 67' | Reporte | 35' Rohan Chopra | Árbitro(s): Aziz Adimah Federico García | Árbitro(s): Aziz Adimah Federico García |

#### Partido por el decimotercer puesto
| 16 de diciembre, 13:30 | Japón                                 | 2 : 1   | Corea del Sur | Major Dhyan Chand Stadium, Lucknow   |                                      |
|                        | Kota Watanabe 55' · Koji Yamasaki 70' | Reporte | 65' Oh Seyong | Árbitro(s): Deepak Joshi Zeke Newman | Árbitro(s): Deepak Joshi Zeke Newman |

### Del 9.º al 12.º
Disputado entre los equipos que se ubicaron en la tercera posición de los grupos.
|  | Cruces        | Cruces        | Cruces        |               |           | 9.º puesto  | 9.º puesto  | 9.º puesto  |  |
|  |               |               |               |               |           |             |             |             |  |
|  |               |               |               |               |           |             |             |             |  |
|  | Austria       | Austria       | 2             |               |           |             |             |             |  |
|  | Austria       | Austria       | 2             |               |           |             |             |             |  |
|  | Sudáfrica     | Sudáfrica     | 4             |               |           |             |             |             |  |
|  | Sudáfrica     | Sudáfrica     | 4             |               | Sudáfrica | Sudáfrica   | 1           |             |  |
|  |               |               |               |               | Sudáfrica | Sudáfrica   | 1           |             |  |
|  |               |               | Nueva Zelanda | Nueva Zelanda | 4         |             |             |             |  |
|  | Malasia       | Malasia       | Nueva Zelanda | Nueva Zelanda | 4         | 1           |             |             |  |
|  | Malasia       | Malasia       |               |               |           | 1           |             |             |  |
|  | Nueva Zelanda | Nueva Zelanda | 3             |               |           | 11.º puesto | 11.º puesto | 11.º puesto |  |
|  | Nueva Zelanda | Nueva Zelanda | 3             |               |           | 11.º puesto | 11.º puesto | 11.º puesto |  |
|  |               |               |               |               |           |             |             |             |  |
|  |               |               |               |               |           | Austria     | Austria     | 2 (1)       |  |
|  |               |               |               |               |           | Austria     | Austria     | 2 (1)       |  |
|  |               |               |               |               |           | Malasia     | Malasia     | 2 (2)       |  |
|  |               |               |               |               |           | Malasia     | Malasia     | 2 (2)       |  |
|  |               |               |               |               |           |             |             |             |  |

#### Cruces del 9.º al 12.º
| 14 de diciembre, 13:30 | Austria                                   | 2 : 4   | Sudáfrica                                                                      | Major Dhyan Chand Stadium, Lucknow        |                                           |
|                        | Franz Lindengгun 13' · Leon Thörnblom 60' | Reporte | 21' Matthew de Sousa · 32' Courtney Halle · 56' Ryan Crowe · 68' Nqobile Ntuli | Árbitro(s): Sébastien Michielsen Tim Bond | Árbitro(s): Sébastien Michielsen Tim Bond |

| 14 de diciembre, 15:45 | Malasia          | 1 : 3   | Nueva Zelanda                                       | Major Dhyan Chand Stadium, Lucknow          |                                             |
|                        | Firdaus Omar 28' | Reporte | 6' Oliver Logan · 56' Robbie Capizzi · 60' Sam Lane | Árbitro(s): Pietro Galligani Gabriel Labate | Árbitro(s): Pietro Galligani Gabriel Labate |

#### Partido por el undécimo puesto
| 17 de diciembre, 15:45 | Austria                                                                   | 2 : 2 (1 : 2 p.)           | Malasia                                                           | Major Dhyan Chand Stadium, Lucknow       |                                          |
|                        | Oliver Binder 26' · Peter Kaltenböck 41'                                  | Reporte                    | 8' Mohamad Zulhamizan · 14' Aiman Nik Rosemi                      | Árbitro(s): Sean Rapaport Sherif Elamari | Árbitro(s): Sean Rapaport Sherif Elamari |
|                        |                                                                           | Tiros desde el punto penal |                                                                   |                                          |                                          |
|                        | Leon Thörnblom Philip Schmidt Pit Rudofsky Marcel Hilbert Florian Steyrer |                            | Aiman Nik Rosemi Amirol Arshad Norsyafiq Sumantri Rafizul Mustafa |                                          |                                          |

#### Partido por el noveno puesto
| 17 de diciembre, 18:00 | Sudáfrica          | 1 : 4   | Nueva Zelanda                                          | Major Dhyan Chand Stadium, Lucknow                |                                                   |
|                        | Courtney Halle 37' | Reporte | 12', 15' Mac Wilcox · 19' Brad Read · 30' Dylan Thomas | Árbitro(s): Pietro Galligani Sébastien Michielsen | Árbitro(s): Pietro Galligani Sébastien Michielsen |

## Ronda campeonato
|  | Quinto puesto          | Quinto puesto          |                        |           | Crossover              | Crossover              |                        |                        | Cuartos de final       | Cuartos de final |           |         | Semifinales            | Semifinales            |  |  | Final                  | Final                  |
|  |                        |                        |                        |           |                        |                        |                        |                        |                        |                  |           |         |                        |                        |  |  |                        |                        |
|  |                        |                        |                        |           |                        |                        |                        |                        | 15 de diciembre, 11:15 |                  |           |         |                        |                        |  |  |                        |                        |
|  |                        |                        |                        |           |                        |                        |                        |                        |                        |                  |           |         |                        |                        |  |  |                        |                        |
|  | 18 de diciembre, 13:30 | 18 de diciembre, 13:30 |                        |           | 17 de diciembre, 11:15 | 17 de diciembre, 11:15 |                        |                        | Bélgica                | 1 (4)            |           |         | 16 de diciembre, 15:45 | 16 de diciembre, 15:45 |  |  | 18 de diciembre, 18:00 | 18 de diciembre, 18:00 |
|  | 18 de diciembre, 13:30 | 18 de diciembre, 13:30 |                        |           | 17 de diciembre, 11:15 | 17 de diciembre, 11:15 |                        |                        | Bélgica                | 1 (4)            |           |         | 16 de diciembre, 15:45 | 16 de diciembre, 15:45 |  |  | 18 de diciembre, 18:00 | 18 de diciembre, 18:00 |
|  | 18 de diciembre, 13:30 | 18 de diciembre, 13:30 |                        |           | 17 de diciembre, 11:15 | 17 de diciembre, 11:15 | Argentina              | 1 (1)                  |                        |                  |           |         | 16 de diciembre, 15:45 | 16 de diciembre, 15:45 |  |  | 18 de diciembre, 18:00 | 18 de diciembre, 18:00 |
|  | 18 de diciembre, 13:30 | 18 de diciembre, 13:30 |                        | Argentina | 3                      |                        | Argentina              | 1 (1)                  |                        |                  |           | Bélgica | 0 (4)                  |                        |  |  | 18 de diciembre, 18:00 | 18 de diciembre, 18:00 |
|  | 18 de diciembre, 13:30 | 18 de diciembre, 13:30 | 15 de diciembre, 13:30 | Argentina | 3                      |                        |                        |                        |                        |                  |           | Bélgica | 0 (4)                  |                        |  |  | 18 de diciembre, 18:00 | 18 de diciembre, 18:00 |
|  | 18 de diciembre, 13:30 | 18 de diciembre, 13:30 |                        |           | Inglaterra             | 0                      |                        |                        | Alemania               | 0 (3)            |           |         |                        |                        |  |  | 18 de diciembre, 18:00 | 18 de diciembre, 18:00 |
|  | 18 de diciembre, 13:30 | 18 de diciembre, 13:30 | Alemania               | 4         | Inglaterra             | 0                      |                        |                        | Alemania               | 0 (3)            |           |         |                        |                        |  |  | 18 de diciembre, 18:00 | 18 de diciembre, 18:00 |
|  | 18 de diciembre, 13:30 | 18 de diciembre, 13:30 | Alemania               | 4         |                        |                        |                        |                        |                        |                  |           |         |                        |                        |  |  | 18 de diciembre, 18:00 | 18 de diciembre, 18:00 |
|  | 18 de diciembre, 13:30 | 18 de diciembre, 13:30 |                        |           | Inglaterra             | 2                      |                        |                        |                        |                  |           |         |                        |                        |  |  | 18 de diciembre, 18:00 | 18 de diciembre, 18:00 |
|  | Argentina              | 2                      |                        |           | Inglaterra             | 2                      | Bélgica                | 1                      |                        |                  |           |         |                        |                        |  |  |                        |                        |
|  | Argentina              | 2                      | 15 de diciembre, 15:45 |           |                        |                        | Bélgica                | 1                      |                        |                  |           |         |                        |                        |  |  |                        |                        |
|  | España                 | 1                      |                        |           | India                  | 2                      |                        |                        |                        |                  |           |         |                        |                        |  |  |                        |                        |
|  | España                 | 1                      | Australia              | 2         | India                  | 2                      |                        |                        |                        |                  |           |         |                        |                        |  |  |                        |                        |
|  |                        |                        | Australia              | 2         | 17 de diciembre, 13:30 | 17 de diciembre, 13:30 | 16 de diciembre, 18:00 | 16 de diciembre, 18:00 |                        |                  |           |         |                        |                        |  |  |                        |                        |
|  |                        |                        | Países Bajos           | 1         | 17 de diciembre, 13:30 | 17 de diciembre, 13:30 | 16 de diciembre, 18:00 | 16 de diciembre, 18:00 |                        |                  |           |         |                        |                        |  |  |                        |                        |
|  | Séptimo puesto         | Séptimo puesto         | Países Bajos           | 1         | Países Bajos           | 1                      |                        |                        |                        |                  | Australia | 2 (2)   | Tercer puesto          | Tercer puesto          |  |  |                        |                        |
|  | Séptimo puesto         | Séptimo puesto         | 15 de diciembre, 18:00 |           | Países Bajos           | 1                      |                        |                        |                        |                  | Australia | 2 (2)   | Tercer puesto          | Tercer puesto          |  |  |                        |                        |
|  | 18 de diciembre, 11:15 | 18 de diciembre, 11:15 |                        |           | España                 | 2                      |                        |                        | India                  | 2 (4)            |           |         | 18 de diciembre, 15:45 | 18 de diciembre, 15:45 |  |  |                        |                        |
|  | Inglaterra             | 2                      | India                  | 2         | España                 | 2                      | Alemania               | 3                      | India                  | 2 (4)            |           |         |                        |                        |  |  |                        |                        |
|  | Inglaterra             | 2                      | India                  | 2         |                        |                        | Alemania               | 3                      |                        |                  |           |         |                        |                        |  |  |                        |                        |
|  | Países Bajos           | 6                      |                        |           | España                 | 1                      |                        |                        | Australia              | 0                |           |         |                        |                        |  |  |                        |                        |
|  | Países Bajos           | 6                      |                        |           | España                 | 1                      |                        |                        | Australia              | 0                |           |         |                        |                        |  |  |                        |                        |

### Cuartos de final
| 15 de diciembre, 11:15 | Bélgica                                                     | 1 : 1 (4 : 1 p.)           | Argentina                                 | Major Dhyan Chand Stadium, Lucknow  |                                     |
|                        | Victor Wegnez 69'                                           | Reporte                    | 44' Maico Casella                         | Árbitro(s): Ben Göntgen Dan Barstow | Árbitro(s): Ben Göntgen Dan Barstow |
|                        |                                                             | Tiros desde el punto penal |                                           |                                     |                                     |
|                        | Nicolas Poncelet Arthur De Sloover Victor Wegnez Henri Raes |                            | Maico Casella Tomás Domene Nicolás Keenan |                                     |                                     |

| 15 de diciembre, 13:30 | Alemania                                                                           | 4 : 2   | Inglaterra             | Major Dhyan Chand Stadium, Lucknow              |                                                 |
|                        | Jan Schiffer 22' · Lukas Windfeder 31' · Florian Scholten 52' · Timm Herzbruch 70' | Reporte | 65', 66' Edward Horler | Árbitro(s): Gabriel Labate Sébastien Michielsen | Árbitro(s): Gabriel Labate Sébastien Michielsen |

| 15 de diciembre, 15:45 | Australia                             | 2 : 1   | Países Bajos    | Major Dhyan Chand Stadium, Lucknow        |                                           |
|                        | Kiran Arunasalam 18' · Jack Welch 58' | Reporte | 47' Jip Janssen | Árbitro(s): Federico García Sean Rapaport | Árbitro(s): Federico García Sean Rapaport |

| 15 de diciembre, 18:00 | India                                        | 2 : 1   | España             | Major Dhyan Chand Stadium, Lucknow     |                                        |
|                        | Simranjeet Singh 57' · Harmanpreet Singh 66' | Reporte | 22' Marc Serrahima | Árbitro(s): David Sweetman You Suolong | Árbitro(s): David Sweetman You Suolong |

### Cruces del 5º al 8º puesto
| 17 de diciembre, 11:15 | Argentina                                                   | 3 : 0   | Inglaterra | Major Dhyan Chand Stadium, Lucknow      |                                         |
|                        | Nicolás Acosta 40' · Ignacio Nepote 55' · Maico Casella 61' | Reporte |            | Árbitro(s): Federico García Zeke Newman | Árbitro(s): Federico García Zeke Newman |

| 17 de diciembre, 13:30 | Países Bajos     | 1 : 2   | España                                            | Major Dhyan Chand Stadium, Lucknow  |                                     |
|                        | Jorrit Croon 64' | Reporte | 30' Llorenç Piera Grau · 34' Lucas García Alcalde | Árbitro(s): Gabriel Labate Tim Bond | Árbitro(s): Gabriel Labate Tim Bond |

### Semifinales
| 16 de diciembre, 15:45 | Bélgica                                                                    | 0 : 0 (4 : 3 p.)           | Alemania                                                                     | Major Dhyan Chand Stadium, Lucknow     |                                        |
|                        |                                                                            | Reporte                    |                                                                              | Árbitro(s): Dan Barstow David Sweetman | Árbitro(s): Dan Barstow David Sweetman |
|                        |                                                                            | Tiros desde el punto penal |                                                                              |                                        |                                        |
|                        | Nicolas Poncelet Arthur De Sloover Victor Wegnez Henri Raes Robbert Rubens |                            | Philip Schmid Johannes Große Thies Ole Prinz Constantin Staib Timm Herzbruch |                                        |                                        |

| 16 de diciembre, 18:00 | Australia                                          | 2 : 2 (2 : 4 p.)           | India                                                      | Major Dhyan Chand Stadium, Lucknow  |                                     |
|                        | Tom Craig 14' · Lachlan Sharp 57'                  | Reporte                    | 42' Gurjant Singh · 48' Mandeep Singh                      | Árbitro(s): Ben Göntgen You Suolong | Árbitro(s): Ben Göntgen You Suolong |
|                        |                                                    | Tiros desde el punto penal |                                                            |                                     |                                     |
|                        | Blake Govers Matthew Bird Lachlan Sharp Jack Welch |                            | Harjeet Singh Harmanpreet Singh Sumit Kumar Manpreet (Jnr) |                                     |                                     |

#### Partido por el séptimo puesto
| 18 de diciembre, 11:15 | Inglaterra          | 2 : 6   | Países Bajos                                                                                     | Major Dhyan Chand Stadium, Lucknow           |                                              |
|                        | Tom Sorsby 55', 66' | Reporte | 22' Thijs van Dam · 41', 68' Thierry Brinkman · 56', 69' Bram van Groesen · 65' Morris de Vilder | Árbitro(s): Sebastien Michielsen Zeke Newman | Árbitro(s): Sebastien Michielsen Zeke Newman |

#### Partido por el quinto puesto
| 18 de diciembre, 13:30 | Argentina                             | 2 : 1   | España            | Major Dhyan Chand Stadium, Lucknow |                                    |
|                        | Nicolás Keenan 51' · Tomás Domene 54' | Reporte | 67' Marc Perellon | Árbitro(s): Sean Rapaport Tim Bond | Árbitro(s): Sean Rapaport Tim Bond |

#### Partido por el tercer puesto
| 18 de diciembre, 15:45 | Alemania                                   | 3 : 0   | Australia | Major Dhyan Chand Stadium, Lucknow         |                                            |
|                        | Jan Schiffer 11' · Timm Herzbruch 51', 60' | Reporte |           | Árbitro(s): David Sweetman Federico García | Árbitro(s): David Sweetman Federico García |

### Final
| 18 de diciembre, 18:00 | Bélgica                   | 1 : 2   | India                                   | Major Dhyan Chand Stadium, Lucknow  |                                     |
|                        | Fabrice Van Bockrijck 70' | Reporte | 8' Gurjant Singh · 22' Simranjeet Singh | Árbitro(s): You Suolong Ben Göntgen | Árbitro(s): You Suolong Ben Göntgen |

| Bandera de la India |
| Campeón India       |
| 2.º título          |

## Posiciones finales
| Posición | Equipo        |
| -------- | ------------- |
| 1        | India         |
| 2        | Bélgica       |
| 3        | Alemania      |
| 4        | Australia     |
| 5        | Argentina     |
| 6        | España        |
| 7        | Países Bajos  |
| 8        | Inglaterra    |
| 9        | Nueva Zelanda |
| 10       | Sudáfrica     |
| 11       | Malasia       |
| 12       | Austria       |
| 13       | Japón         |
| 14       | Corea del Sur |
| 15       | Egipto        |
| 16       | Canadá        |

## Premios
| Premio                    | Ganador                      |
| ------------------------- | ---------------------------- |
| Máximo goleador           | Edward Horler                |
| Mejor jugador del torneo  | Enrique González de Castejón |
| Arquero del torneo        | Loic van Doren               |
| Jugador sub-19 del torneo | Timm Herzbruch               |
| Juego limpio              | Nueva Zelanda                |